# Джебхат ан-Нусра
Джебхат ан-Нусра (араб. جبهة النصرة لأهل الشام‎, Джабхат ан-Нус̣ра ли-Ахль иш-Шам, дословно — «Фронт помощи людям Леванта») — отделение международной исламистской террористической организации «Аль-Каида» на территории Сирии и Ливана.
Группировка основана 23 января 2012 года во время гражданской войны в Сирии, и признана террористической Организацией Объединённых Наций, а также рядом стран, включая Австралию, Великобританию, Францию, Иран, Канаду, Новую Зеландию, Объединённые Арабские Эмираты, Россию, Саудовскую Аравию, США и Турцию.
В августе 2014 года группировка стала одной из целей авиаударов США и их союзников по территории Сирии, наносимых в рамках борьбы с Исламским государством. Неоднократно заявляли о своём расформировании и присоединении отрядов к другим группировкам, в частности, с марта 2015 года входят в Джейш аль-Фатх. 30 июля 2016 года во время трансляции её лидера Абу Мухаммада аль-Джулани ан-Нусра сменила название на Джебхат Фатх аш-Шам (араб. جبهة فتح الشام‎, Джабхат Фатх̣ аш-Ша̄м, дословно — «Фронт покорения Леванта») и объявила о разрыве связей с «Аль-Каидой». 28 января 2017 года, вместе с рядом других исламистских группировок, образовала новую военизированную организацию Хайят Тахрир аш-Шам.

## Название
В публицистике группировка известна под названиями Фронт поддержки (Фронт ан-Нусра (ан-Нусра)) или Джа́бхат ан-Нусра ли-Ахль аш-Шам (араб. جبهة النصرة لأهل الشام‎ — «Фронт помощи народу аш-Шама»). Также известна как «Аль-Каида в Сирии». В июле 2016 года она сменила наименование на «Джабхат Фатх аш-Шам» (араб. جبهة فتح الشام‎ — «Фронт завоевания Сирии»).

## Статус террористической организации
«Фронт ан-Нусра» была признана террористической организацией Австралией, Великобританией, Ираном, ООН, Канадой, Новой Зеландией, ОАЭ, Россией, Саудовской Аравией, США, Турцией и Францией.
Хронология признания террористической организацией:
- правительством США — в декабре 2012 г.[40];
- ООН — в мае 2013 г.[41];
- правительством Австралии — в июне 2013 г.[42];
- правительством Великобритании — в июле 2013 г.[43];
- Верховным судом РФ — 29 декабря 2014 г.[44]

## Состав группировки
В рядах группировки воевали сирийцы, а также граждане Саудовской Аравии, Ирака, Пакистана, Ливана, Туркмении, России, Франции, Великобритании и других стран.

## Структура
О лидере „Фронта ан-Нусра“ неизвестно ничего, кроме того, что он выступает под псевдонимом Абу Мухаммад аль-Джулани (возможно, отсылка к Голанским высотам).

## История
За время своего участия в гражданской войне в Сирии „Фронт ан-Нусра“ приобрёл репутацию самой быстрорастущей и агрессивной части вооружённой сирийской оппозиции. В частности, он принял на себя ответственность за 57 из 70 атак смертников, совершённых за время от начала конфликта в Сирии до начала июня 2013 года.
Кроме того, „Фронт ан-Нусра“ обвинялся в многочисленных военных преступлениях, в том числе расправах над пленными солдатами правительственной армии и мирным населением, в основном с представителями алавитов и шиитов.
Во время сражения за Алеппо бойцы „Фронта ан-Нусра“ принимали участие в боевых действиях на стороне повстанцев из ССА. Помимо этого лидер НКСРОС Ахмед Муаз аль-Хатиб призвал правительство США пересмотреть своё решение о включении этой организации в список террористических. Он убеждён, что любые повстанческие силы, целью которых является падение режима Асада, надо оставить в покое.
В ноябре 2013 года лидер „Аль-Каиды“ Айман аз-Завахири объявил, что единственным законным представителем „Аль-Каиды“ в Сирии является „Фронт ан-Нусра“.

### Конфликт с ССА
ССА создавалась как светская сила, объединяющая всех желающих свергнуть режим Асада. Джебхат ан-Нусра же изначально являлась „дочерней“ силой Исламского государства Ирак, а значит была направлена на построение Исламского государства в Сирии. Обе группы изначально сотрудничали между собой и находились в тесном контакте, однако впоследствии между ними вспыхнул идеологический конфликт. Предпосылкой к нему было внезапное расширение Фронта помощи и объединение 13 организаций, среди них: „Джебхат ан-Нусра“ („Фронт Помощи“), бригада „Ахрар аш-Шам“, „Лива ат-Таухид“, „Ахрар ас-Сурия“, „Лива Ислами“. Согласно имеющимся данным, только в одном движении „Ахрар аш-Шам“ состоит от 3 000 до 5 000 бойцов: бригада разбита на 5-6 батальонов, в каждом из которых 250—900 моджахедов (или 2-6 рот). Амиры этих движений официально объявили о своём отречении от демократической „Сирийской национальной коалиции“ („СНК“), которая была создана с подачи США и Европы и которую возглавил бывший проповедник суннитской мечети Омеядов Дамаска. А ранее одна бригада из ССА присоединилась к Фронту в Алеппо. Всё это было частью предполагаемого слияния двух крупнейших антирежимных сил Сирии. Всё это вылилось в конфликт со светской ССА, из которой массово бежали религиозные мусульмане и обосновывались в организации «Джебхат ан-Нусра ли-Ахлиш-Шам». Впоследствии это сформировалось в локальные столкновения, как об этом сказал в своём интервью Абу Ханиф, амир Катибы, входящей в движение «Исламское государство Ирака и Леванта». В СМИ писали о ликвидации Фронтом члена верховного военного совета ССА Камаля Хамами.

### Вхождение в Хайят Тахрир аш-Шам
28 января 2017 года Джебхат Фатх аш-Шам вместе с группировками Джебхат Ансар ад-Дин, Харакат Нуреддин аз-Зинки, Джейш ас-Сунна, Лива аль-Хак сформировали новую группировку — Хайят Тахрир аш-Шам. Лидером нового образования стал перебежчик из Ахрар аш-Шам — Абу Джабер. Это слияние произошло через несколько дней после того, как несколько группировок сирийской оппозиции объявили о присоединении к Ахрар аш-Шам для защиты от нападений боевиков Джебхат Фатх аш-Шам. Таким образом, в так называемом «Большом Идлибе» (провинция Идлиб и прилегающие к ней части провинций Алеппо, Латакия и Хама), остались две группировки противников Башара Асада.

## Похищение миротворцев ООН
В конце августа 2014 года боевикам организации «Фронт ан-Нусра» удалось захватить сирийский город Кунейтра и окружающие его деревни, вытеснив оттуда правительственные войска президента Башара Асада. 28 августа телеканал Аль-Арабия сообщил, что в районе Кунейтры, недалеко от границы с Израилем, боевиками группировки «Фронт ан-Нусра», были похищены военнослужащие из миротворческого контингента сил ООН по наблюдению за разъединением на Голанских высотах (UNDOF). Позже стало известно, что исламистами захвачены бойцы миротворческих сил ООН, граждан Фиджи. Миротворцы входят в подразделения ООН, которые после окончания Войны Судного дня с 1974 года контролируют на Голанских высотах демилитаризованную зону между Израилем и Сирией. В ночь с 1 на 2 сентября 2014 года командующий армией Фиджи сообщил, что сирийские исламисты, удерживающие 45 наблюдателей ООН, взятых ими в плен на Голанских высотах, представили свои требования в обмен на освобождение пленных. Среди требований исламистов — исключение «Фронта ан-Нусра» из списка ООН террористических организаций, доставка гуманитарной помощи в отдельные районы Дамаска, выплаты денежной компенсации за гибель трёх боевиков, убитых в перестрелке с наблюдателями ООН.
Газета «Аш-Шарк аль-Аусат» сообщила 5 сентября, что боевики «Фронта ан-Нусра» намерены «судить миротворцев по законам шариата».
11 сентября 2014 года в сети появился ролик, датированный 10 сентября, в котором показаны 45 миротворцев ООН. На видеозаписи продолжительностью около 15 минут видны двое бородатых мужчин, говорящих по-арабски, а на заднем плане на земле сидят фиджийские наблюдатели ООН. В конце записи (13:30) слово даётся одному из похищенных (капитан Савенака Рабука). Он сообщает дату записи — вторник, 9 сентября, и благодарит исламистов за то, что они обходятся хорошо с пленниками: «учитывая то, что их ресурсы ограничены, они дали нам лучшее из того, что у них есть». «Для нас это очень счастливый день, — говорит пленник. — Нас заверили в том, что скоро мы выйдем на волю. Мы очень счастливы, что будем дома». По его словам, все 45 наблюдателей живы и здоровы, находятся в безопасности. Представители фиджийской армии идентифицировали солдат на видео и подтвердили, что речь идёт именно о похищенных военнослужащих.
Во второй половине дня 11 сентября телеканал Аль-Джазира сообщил, что группировка «Фронта ан-Нусра» освободила 45 фиджийских военнослужащих, которые входили в состав миротворческого контингента ООН на Голанских высотах. Миротворцы доставлены на пограничный пункт Кунейтра, откуда были переправлены в Израиль. Германское агентство новостей уточнило: фиджийцев удалось освободить из плена джихадистов благодаря «посреднику — одной из стран Персидского залива».
Правительство Катара официально признало, что выступило посредником в переговорах с боевиками «Фронта ан-Нусра» по вопросу освобождения 45 воинов-миротворцев. Как сообщила газета «Аш-Шарк Аль-Аусат», посредники из Дохи вели переговоры с исламистами по просьбе властей Фиджи. Представители сирийской оппозиции утверждают, что правительство Катара заплатило исламистам за освобождение заложников-миротворцев выкуп размером 20 миллионов долларов.

## Захват базы миротворцев ООН
После того как наблюдатели миссии ООН UNDOF на Голанских высотах покинули Сирию, их база «Эль-Фуар» оказалась захвачена организацией «Фронт ан-Нусра». Всё военное оборудование, вооружение и военная техника досталось исламистам. Полномочный представитель Сирии в ООН Башар Джафари сообщил 17 сентября 2014 года, что исламские боевики захватили всю территорию сирийской части Голанских высот.

## Убийства пленных
- В середине сентября 2015 года боевики «Фронта ан-Нусра» казнили 56 пленных военнослужащих сирийской армии, захваченных ими при взятии 9 сентября 2015 года аэродрома Абу-эд-Духур, расположенного в провинции Идлиб[68].